# Gunma TV
Gunma Television Co., Ltd. (株式会社ぐんまテレビ Kabushiki-gaisha Gunma Terebi, Công ty TNHH Gunma Television) là một đài truyền hình địa phương của Nhật Bản được thành lập ngày 16 tháng 2 năm 1970 tại Maebashi, tỉnh Gunma với mục tiêu truyền dẫn phát sóng là chính tỉnh này và một số tỉnh lân cận như Tochigi, Saitama. Đây là một trong những đài truyền hình UHF đầu tiên ra đời nhằm phục vụ cho khán giả vùng Kanto.
Kênh truyền hình của nó là Gunma TV (viết tắt: GTV) lên sóng vào đầu tháng 4 năm 1971 và là kênh độc lập đầu tiên của vùng Kanto. Kênh hoàn tất quá trình chuyển đổi từ truyền hình analog sang truyền hình kỹ thuật số vào ngày 14 tháng 7 năm 2011, tiến đến truyền dẫn truyền hình độ nét cao.
Hiện nay Gunma Television có quan hệ chặt chẽ với một số đài truyền hình địa phương khác là Chiba Television Broadcasting, Television Kanagawa, Television Saitama và Tochigi Television, hình thành mạng lưới 5 đài truyền hình độc lập của vùng Kanto (関東独立5局会).
Mã hiệu là JOML-DTV (kênh vật lý 19 Maebashi), nút điều khiển từ xa số 3.